# Lida (stacja kolejowa)
Lida (biał: Станция Ліда, ros: Лида)) – stacja kolejowa w Lidzie, w obwodzie grodzieńskim, na Białorusi, obsługiwana przez grodzieńską administrację Kolei Białoruskich. Ważny węzeł kolejowy.